# Palagano
Palagano (emilián nyelven Palàghen) település Olaszországban, Emilia-Romagna régióban, Modena megyében. Lakosainak száma 2051 fő (2023. január 1.). Palagano Lama Mocogno, Montefiorino, Prignano sulla Secchia, Riolunato, Toano, Frassinoro és Polinago községekkel határos.

## Népesség
A település lakossága az elmúlt években az alábbi módon változott:
| Lakosok száma | 2156 | 2148 | 2051 |
|               | 2017 | 2018 | 2023 |